# Associazione Calcio Cesenatico 1984-1985
Questa voce raccoglie le informazioni riguardanti l'Associazione Calcio Cesenatico nelle competizioni ufficiali della stagione 1984-1985.

## Rosa
| N. |                   | Ruolo | Calciatore          |
| -- | ----------------- | ----- | ------------------- |
|    | Italia (bandiera) | D     | Luca Burini         |
|    | Italia (bandiera) | A     | Andrea Cantoni      |
|    | Italia (bandiera) | D     | Pierluigi Carpineti |
|    | Italia (bandiera) | C     | Claudio Casellato   |
|    | Italia (bandiera) | D     | Cristiano Cassiani  |
|    | Italia (bandiera) | A     | Roberto Del Monte   |
|    | Italia (bandiera) | C     | Maurizio Galli      |
|    | Italia (bandiera) | C     | Marco Gambacorta    |
|    | Italia (bandiera) | P     | Alessio Gianfanti   |

| N. |                   | Ruolo | Calciatore        |
| -- | ----------------- | ----- | ----------------- |
|    | Italia (bandiera) | D     | Carmelo Granata   |
|    | Italia (bandiera) | D     | Moreno Mozzone    |
|    | Italia (bandiera) | P     | Andrea Muccioli   |
|    | Italia (bandiera) | P     | Moreno Orlandi    |
|    | Italia (bandiera) | C     | Vincenzo Papa     |
|    | Italia (bandiera) | C     | Riccardo Raffalli |
|    | Italia (bandiera) | A     | Domenico Sirico   |
|    | Italia (bandiera) | D     | Giancarlo Succi   |
|    | Italia (bandiera) | A     | Massimo Tosoni    |